# 934
Năm 934 là một năm trong lịch Julius.